# یان آندره سیورز
یان آندره سیورز (انگلیسی: Jan-André Sievers؛ زادهٔ ۵ اوت ۱۹۸۷) بازیکن فوتبال اهل آلمان است.
از باشگاه‌هایی که در آن بازی کرده‌است می‌توان به باشگاه فوتبال اس‌وی زاندهاوزن، باشگاه فوتبال اس‌سی فورتونا کلن، و باشگاه فوتبال کارل زایس ینا اشاره کرد.